# Método de McCabe-Thiele
El método de McCabe-Thiele se considera el método más simple y quizás el más instructivo para el análisis de la destilación binaria. Utiliza el hecho de que la composición en cada placa teórica (o etapa de equilibrio) está completamente determinada por la fracción molar de uno de los dos componentes y se basa en el supuesto de un desbordamiento molar constante que requiere que: 
Los calores molares de vaporización de los componentes de alimentación son iguales. 
- Por cada mol de líquido vaporizado, se condensa un mol de vapor.
- Los efectos del calor como los calores de solución son despreciables.

El método fue publicado por primera vez por Warren L. McCabe y Ernest Thiele en 1925.

## Construcción y uso del diagrama de McCabe-Thiele
Antes de comenzar la construcción y el uso de un diagrama McCabe-Thiele para la destilación de una alimentación binaria, se deben obtener los datos de equilibrio líquido-vapor (VLE) para el componente de menor punto de ebullición de la alimentación. 

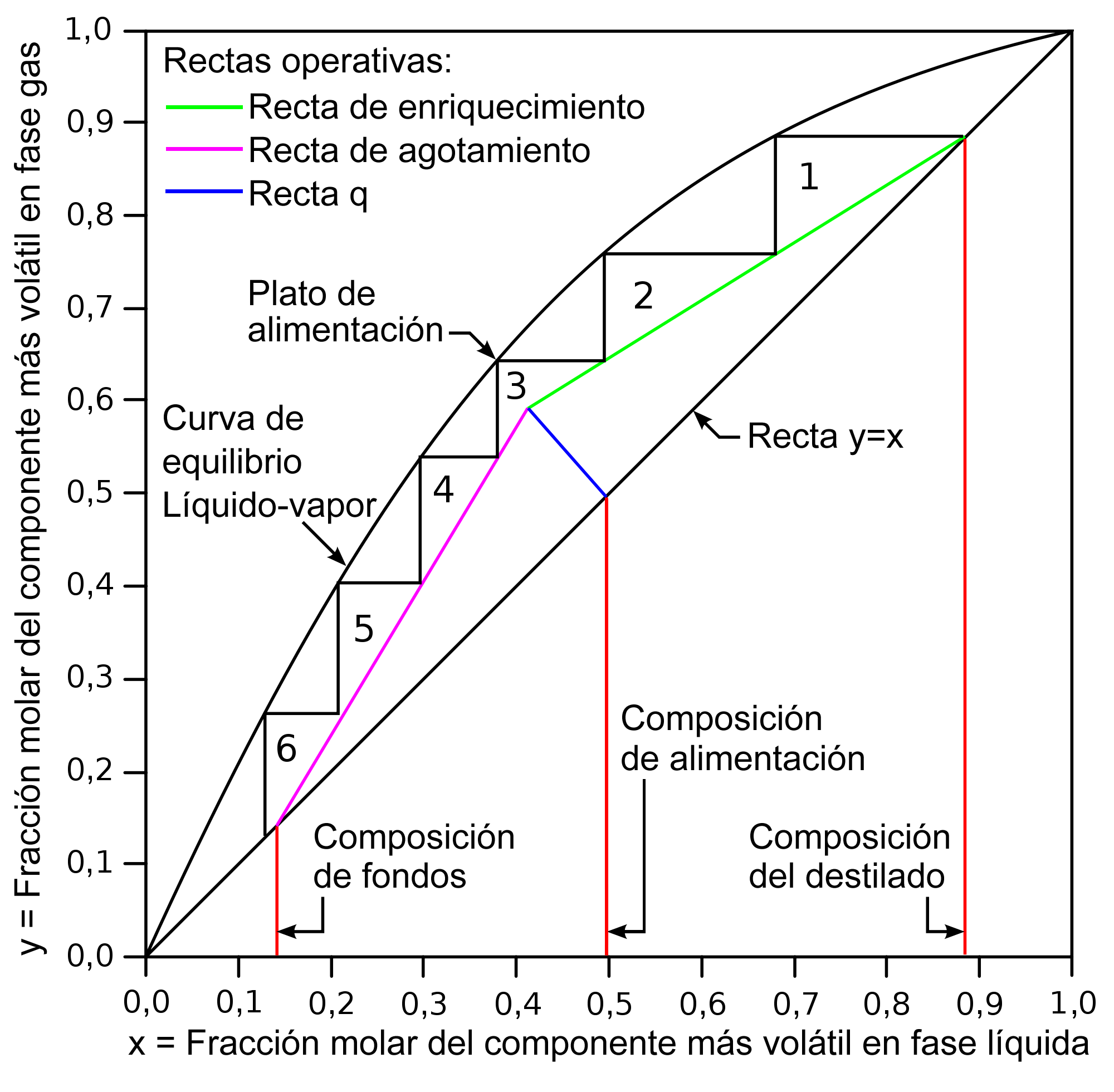
Figura 1: Típico diagrama de McCabe Thiele para la destilació de una alimentación binaria. Los ejes vertical y horizontal se dibujan del mismo tamaño en el gráfico. El eje horizontal será para la fracción molar (identificado por x) del componente de menor punto de ebullición de la alimentación en la fase líquida. El eje vertical será para la fracción molar (identificado por y) también para el mismo componente pero en fase de vapor.

El primer paso es dibujar ejes verticales y horizontales de igual tamaño de un gráfico.  El eje horizontal será para la fracción molar (indicada por x) del componente de alimentación de bajo punto de ebullición en la fase líquida.  El eje vertical será para la fracción molar (indicada por y) del componente de alimentación de bajo punto de ebullición en la fase de vapor. 

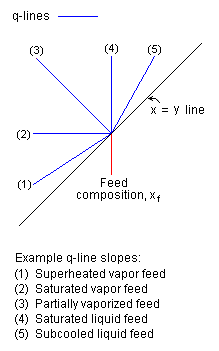
Figura 2: Ejemplos de pendientes de la línea q

El siguiente paso es dibujar una línea recta desde el origen del gráfico hasta el punto donde x e y son iguales a 1.0, que es la línea x = y en la Figura 1. Esta línea de 45 grados se usa simplemente como una ayuda gráfica para dibujar las líneas restantes. Luego dibuje la línea de equilibrio utilizando los puntos de datos VLE del componente de menor punto de ebullición, que representan las composiciones de la fase de vapor de equilibrio para cada valor de la composición de la fase líquida. También dibuje líneas verticales desde el eje horizontal hasta la línea x = y para la alimentación y para las composiciones deseadas del producto de destilado superior y el producto de fondos correspondiente (que se muestra en rojo en la Figura 1). 
El siguiente paso es dibujar la línea de operación para la sección de rectificación (la sección sobre la entrada de alimentación) de la columna de destilación (que se muestra en verde en la Figura 1). Comenzando en la intersección de la línea de composición del destilado y la línea x = y, dibuje la línea de operación rectificadora en una pendiente descendente (Δy / Δx) de L / (D + L) donde L es el caudal molar de reflujo y D es El caudal molar del producto destilado. Por ejemplo, en la Figura 1, suponiendo que el caudal molar del reflujo L es 1000 moles por hora y el caudal molar del destilado D es 590 moles por hora, entonces la pendiente descendente de la línea de operación rectificadora es 1000 / (590). + 1000) = 0.63 lo que significa que la coordenada y de cualquier punto en la línea disminuye 0.63 unidades por cada unidad que la coordenada x disminuye. 
El siguiente paso es dibujar la línea q azul (que se ve en la Figura 1) de la línea x = y para que se cruce con la línea de operación rectificadora. 
El parámetro q es la fracción molar de líquido en la alimentación y la pendiente de la línea q es q / (q - 1). Por ejemplo, si la alimentación es un líquido saturado, no tiene vapor, entonces q = 1 y la pendiente de la línea q es infinita, lo que significa que la línea es vertical. Como otro ejemplo, si la alimentación es todo vapor saturado, q = 0 y la pendiente de la línea q es 0, lo que significa que la línea es horizontal.
Algunos ejemplos de pendientes de la línea q se presentan en la Figura 2. Como se puede ver ahora, el diagrama típico de McCabe-Thiele en la Figura 1 usa una línea q que representa una alimentación parcialmente vaporizada. 
A continuación, como se muestra en la Figura 1, dibuje la línea de operación púrpura para la sección de extracción de la columna de destilación (es decir, la sección debajo de la entrada de alimentación). Comenzando en la intersección de la línea de composición de fondos rojos y la línea x = y, dibuje la línea de operación de la sección de separación hasta el punto donde la línea q azul cruza la línea de operación verde de la línea de operación de la sección de rectificación. 
Finalmente, como se ejemplifica en la Figura 1, dibuje los pasos entre las líneas operativas y la línea de equilibrio y luego cuéntelas. Esos pasos representan las placas teóricas (o etapas de equilibrio). El número requerido de placas teóricas es 6 para la destilación binaria representada en la Figura 1.   
En la destilación continua con una relación de reflujo variable, la fracción molar del componente más ligero en la parte superior de la columna de destilación disminuirá a medida que la relación de reflujo disminuya.  Cada nueva relación de reflujo alterará la pendiente de la línea de operación de la sección de rectificación. 
Cuando el supuesto de desbordamiento molar constante no es válido, las líneas operativas no serán rectas. Usando balances de masa y entalpía además de los datos de equilibrio vapor-líquido y datos de concentración de entalpía, se pueden construir líneas de operación basadas en el método de Ponchon-Savarit.
Si la mezcla puede formar un azeótropo, su línea de equilibrio vapor-líquido cruzará la línea x = y, impidiendo una mayor separación sin importar el número de placas teóricas. 